# Опсада Теночтитлана
Опсада Теночтитлана (енгл. Fall of Tenochtitlan), последња и највећа битка шпанског освајања Мексика (1519−1521). Опсада је трајала од 26. маја до 13. августа 1521. Са око 900 Шпанаца и најмање 50.000 индијанских савезника, Ернан Кортес је војску поделио је на три групе како би затворио све излазе из астечке престонице. И поред снажног отпора, Шпанци су после жестоких уличних борби освојили град, а потом масакрирали становништво, спалили храмове и јавне зграде. Тиме су Астеци били покорени, а њихова се држава распала.

## Позадина
Након победе у бици код Отумбе и повлачења у Тласкалу, Ернан Кортес је реорганизовао своју војску и прикупио индијанске савезнике, који су му остали верни у рату против Астека. Крајем 1520. поново је кренуо на Теночтитлан. Шпанци су изградили 13 мањих бродова (бригантина) ради блокаде града на језеру са источне стране, које су индијански савезници до Теночтитлана пренели на рукама и спустили у језеро, а од Тласкалтека формирали су претходницу. Код Такубе је дошло до прве веће борбе у којој је астечка војска потучена. Крајем априла 1521. Кортес је опсео престоницу, где га је са војском дочекао последњи астечки краљ Кватемок. Кортес је имао 880 пешака, од тога 180 аркебузира и самострелаца, и 18 топова. Поред тога, придружило му се најмање 50.000 индијанских савезника.